# Старое Резяпкино
Старое Резяпкино (чув. Кивъял) — село в Клявлинском районе Самарской области в составе сельского поселения Чёрный Ключ.

## География
Находится на правом берегу реки Большой Черемшан расстоянии примерно 14 километров по прямой на северо-запад от районного центра железнодорожной станции Клявлино.

## История
Село было основано как деревня в 1757 году переселенцами из деревень Симбирского уезда (Салтанова и Малая Хомутерь). Первоначальное положение деревни изменилось, чуваши переселились подальше от татар из-за поджогов татар из деревни Резяпово. К чувашам позже подселилась мордва. Название села связывают либо с именем вожака переселенцев, либо с именем первоначального хозяина земли татарина Резяпа Ильмурзина, продавшего чувашам землю. Из деревни позже выделились четыре деревни: одна мордовская — Ойкино, и три чувашские — Зелёный Ключ, Чёрный Ключ, Усакла.

## Население
Постоянное население составляло 592 человек (чуваши 93%) в 2002 году, 618 в 2010 году.